# Apatelodes torrefacta
Apatelodes torrefacta is een vlinder uit de familie van de Apatelodidae. De wetenschappelijke naam van de soort is, als Phalaena torrefacta, voor het eerst geldig gepubliceerd in 1797 door James Edward Smith. Deze soort is de typesoort van het geslacht Apatelodes. Smith verkeerde in de veronderstelling dat dit dezelfde soort betrof als Phalaena firmiana van Pieter Cramer (hij bedoelde Caspar Stoll) maar gaf de soort een andere naam omdat die van Cramer overhaast gekozen en zonder betekenis zou zijn.